# ارنست شکلتون
سِر ارنست هنری شکلتون (انگلیسی: Sir Ernest Henry Shackleton؛ زاده ۱۵ فوریهٔ ۱۸۷۴ – درگذشته ۵ ژانویهٔ ۱۹۲۲) دارنده نشان سلطنتی ویکتوریایی، نشان امپراتوری بریتانیا، نشان انجمن سلطنتی جغرافیا و نشان انجمن جغرافیایی سلطنتی اسکاتلند، کاوشگر جنوبگان اهل ایرلند بود که سه مأموریت اکتشافی بریتانیا در سرزمین جنوبی را هدایت کرد. وی یکی از اشخاص سرشناس و مهم در دوره‌ای بود که به نام دوران قهرمانانه اکتشاف جنوبگان شناخته می‌شود.

## فعالیت‌ها
شکلتون در نخستین تجربه سفر به مناطق قطبی به عنوان افسر سوم در سفر اکتشافی دیسکاوری کاپیتان رابرت فالکون اسکات در سال‌های ۱۹۰۱ تا ۱۹۰۴ حضور داشت که در آن سفر پس از آن‌که وی، اسکات و ادوارد آدریان ویلسون رکورد جدیدی در رسیدن به عرض جغرافیایی ۸۲ درجه جنوبی ثبت کردند، به دلیل مشکلات سلامتی به خانه بازگردانده شد. در سفر گروه اکتشافی نمرود در سال‌های ۱۹۰۷ تا ۱۹۰۹ وی به همراه سه کاوشگر دیگر بار رسیدن به مدار ۸۸ درجه جنوبی رکورد جدیدی ثبت کردند و فقط ۹۷ مایل جغرافیایی (برابر با ۱۱۲ مایل یا ۱۸۰ کیلومتر) تا نقطه قطب جنوب فاصله داشتند که تا آن زمان بزرگ‌ترین پیشرفت و نزدیک‌ترین فاصله در تاریخ کاوش مناطق قطبی بود. همچنین تعدادی از افراد تیم او کوه اربوس که فعال‌ترین آتشفشان جنوبگان را صعود کردند. شکلتون به دلیل این دستاوردها، پس از بازگشت به بریتانیا نشان شوالیه را از ادوارد هفتم دریافت کرد.
پس از پیروزی روئال آمونسن در مسابقه رسیدن به نقطه قطب جنوب در دسامبر ۱۹۱۱، شکلتون توجه خود را عبور از جنوبگان از یک دریا به دریایی دیگر و گذر از نقطه قطب معطوف کرد. بدین منظور وی مقدمات سفری سه ساله از ۱۹۱۴ تا ۱۹۱۷ را فراهم کرد که سفر اکتشافی سلطنتی گذر از جنوبگان نامیده شد. فاجعه زمانی رخ داد که کشتی او به نام اندورنس (به معنای پایداری) در میان یخ‌تودها گیر کرده و به آرامی در هم شکست. خدمه کشتی پیش از متلاشی‌شدن کشتی آن را ترک کرده و بر روی یخ‌های دریا مستقر شدند. سپس با استفاده از کشتی‌های نجات و رسیدن به جزیره فیل و سرانجام با سفری به طول ۷۲۰ مایل دریایی (برابر با ۱۳۳۰ کیلومتر یا ۸۳۰ مایل) در اقیانوس طوفانی به جزیره جورجیای جنوبی رسیدند و این سفر برجسته‌ترین کار شکلتون و شاهکار او به‌شمار می‌رود. وی در سال ۱۹۲۱ طی سفر اکتشافی شکلتون–رووت به سرزمین جنوبی بازگشت ولی در زمانی کشتی وی در جزیره جورجیای جنوبی لنگر انداخته بود، بر اثر حمله قلبی درگذشت. شکلتون را به درخواست همسرش در همان‌جا به خاک سپردند.